# Kanton Montaigu-Vendée
Kanton Montaigu-Vendée ( tot 24 februari 2021 kanton Montaigu genaamd ) is een kanton van het departement Vendée in Frankrijk. Het kanton maakt deel uit van het arrondissement La Roche-sur-Yon.

## Gemeenten
Het kanton Montaigu omvatte tot 2014 de volgende 10 gemeenten:
- La Bernardière
- La Boissière-de-Montaigu
- Boufféré
- La Bruffière
- Cugand
- La Guyonnière
- Montaigu (hoofdplaats)
- Saint-Georges-de-Montaigu
- Saint-Hilaire-de-Loulay
- Treize-Septiers

Na de herindeling van de kantons bij decreet van 17 februari 2014 met uitwerking op 22 maart 2015 omvatte het kanton 17 gemeenten.
Op 1 januari 2019 werden de gemeenten Boufféré, La Guyonnière, Montaigu, Saint-Georges-de-Montaigu en Saint-Hilaire-de-Loulay samengevoegd tot de fusiegemeente (commune nouvelle) Montaigu-Vendée. 
Sindsdien omvat het kanton volgende 13 gemeenten:
- Bazoges-en-Paillers
- La Boissière-de-Montaigu
- Les Brouzils
- Chauché
- Chavagnes-en-Paillers
- La Copechagnière
- Mesnard-la-Barotière
- Montaigu-Vendée
- La Rabatelière
- Saint-André-Goule-d'Oie
- Saint-Fulgent
- Treize-Septiers
- Vendrennes